# Cervera de Buitrago
Cervera de Buitrago es un municipio y una localidad española de la Comunidad de Madrid. Ubicado en la comarca de la Sierra Norte, cuenta con una población de 161 habitantes (INE 2024).  Formó parte del señorío de Buitrago hasta la abolición del régimen señorial a principios del siglo XIX, pasando a depender administrativamente del Cuarto de la Jara, junto a Robledillo, Berzosa, Paredes y Serrada.

## Geografía
El municipio limita al norte con el término de Robledillo de la Jara, al este con El Atazar, al sur con Patones y el Berrueco, y al oeste con Puentes Viejas. Se encuentra situado a unos 80 km de Madrid.
|                | Robledillo de la Jara |           |
| Puentes Viejas |                       | El Atazar |
|                | Patones y el Berrueco |           |

## Toponimia
El nombre de Cervera parece derivar de la palabra ciervo y de un hecho que ocurría en sus tierras relacionado con estos animales. Antiguamente existía una gran número de cérvidos en los cercanos bosques del Señorío de Buitrago, los cuales se desplazaban hasta las cercanías de Cervera aprovechando que era el primer lugar donde se deshacía la nieve y el último donde se ponía el sol, para de este modo recibir sus últimos rayos de luz. De esta original forma se fue dando lugar el nombre de Cervera.

## Historia
Cervera tuvo su origen en la época árabe, su importancia surge con la repoblación cristiana, siendo pastores de Sepúlveda los encargados de repoblar y explotar la comarca.
Los primeros datos escritos que tenemos referentes a la historia de Cervera están íntimamente ligados a la persona de Miguel Díaz Peñacorba, natural de la villa de Buitrago y bautizado en la iglesia de Nuestra Señora del Castillo, quien fuera un personaje importante en el proceso de colonización de los territorios que actualmente ocupa la República de San Salvador.
Después de su participación en la colonización, Díaz Peñacorba regresa a España en 1548 para posteriormente contraer matrimonio con Francisca de Hermosa, vecina de Cervera, y pasando a residir a partir de entonces en la mencionada aldea.
En 1563, en el lugar de Cervera y estando enfermo otorgó su testamento, disponiendo sus restos en el monasterio de San Antonio de La Cabrera, pero dejando facultados a sus herederos para trasladar su enterrramiento.
Así lo hicieron, trasladándole posteriormente a la iglesia de Santa María, situada en Cervera de Buitrago, donde se le dio sepultura en el coro de la mencionada iglesia. Dicho lugar es el mismo en el que continúan descansando sus restos y los de su esposa en la actualidad.
Sin embargo, la tradición oral nos remonta muchos años atrás, cuando el pueblo se llamaba Santa María la Mayor. En una fecha aún sin determinar y sin causa conocida desaparece, surgiendo posteriormente como aldea vinculada a la villa de Buitrago.
A mediados del siglo XIX, el lugar tenía una población de 112 habitantes. La localidad aparece descrita en el sexto volumen del Diccionario geográfico-estadístico-histórico de España y sus posesiones de Ultramar de Pascual Madoz de la siguiente manera:

CERVERA: l. con ayunt. de la prov., aud. terr. y c. g. de Madrid (1 1 1/2 leg.), part. jud. de Buitrago (23 1/2), dióc. de Toledo (23): sit. al pie de un cerro llamado de la Mujer Muerta, y á las márg. del r. Lozoya, le combaten bien los vientos y su clima frio y húmedo, es propenso á reumas y catarros: tiene 31 casas inclusa la de ayunt., una fuente de buen agua y 1 igl. parr. (Sta. Maria de los Remedios), aneja de la de Robledíllo servida por un párroco. Confina el térm. N. Robledillo; E. Maujiron; S. Berrueca, y O. el Altazar: le atraviesa el r. Lozoya, que nace en las sierras del Paular; sobre él hay un puente llamado del Villar y un ponton de la Oliva. El terreno es pedregoso y de mala calidad: hay un monte de jara. caminos los de  pueblo á pueblo; el de Torrelaguna y Buitrago en buen estado. El correo se recibe de la cab. del part. todos los dias. prod.: trigo, centeno y pastos; mantiene ganado lanar churro y cabrio; cria caza de liebres, conejos y perdices; pesca de barbos, bogas y truchas. ind.: agricultura y un molino harinero. pobl..: 28 vec., 112 alm. cap. prod.: 524,324 rs. imp.: 23,368. contr.: según el cálculo general y oficial de la prov. 9'65 por 100: el presupuesto municipal asciende á 600 ó 700 rs. que se cubren por reparto vecinal.
(Madoz, 1847, p. 349)

## Arquitectura
La vivienda rural típica de Cervera lleva adosada construcciones auxiliares de carácter agropecuario y está basada en los sistemas constructivos tradicionales de la sierra de Guadarrama. Los muros son de mampostería, compuesta por lajas de granito y de pizarra asentados en seco, que ocasionalmente aparecen enripiadas o trabadas con pellas de barro. La cubierta, dispuesta a dos o tres aguas, está sostenida por una estructura interna de madera, que exteriormente se protege con faldones de teja curva, adquiriendo pronunciadas pendientes, que están en función de la climatología, especialmente lluviosa en la zona. La funcionalidad y la adaptación al medio son algunos de los rasgos característicos de estas viviendas.
En la localidad se encuentra la iglesia de Santa María.

## Demografía
Cuenta con una población de 161 habitantes (INE 2024).
| Gráfica de evolución demográfica de Cervera de Buitrago entre 1842 y 2021                                                                                    |
| |
| Población de derecho según los censos de población del INE Población de hecho según los censos de población del INEEn este censo se denominaba Cerbera: 1842 |

## Transporte público
El municipio consta de dos líneas de autobús, pero ninguna de ellas llega a Madrid capital. Ambas líneas son operadas por ALSA.
| Línea | Recorrido                                 |
| ----- | ----------------------------------------- |
| 191E  | Buitrago del Lozoya - Cervera de Buitrago |
| 199A  | Buitrago - Montejo - Mangirón - Buitrago  |

## Economía

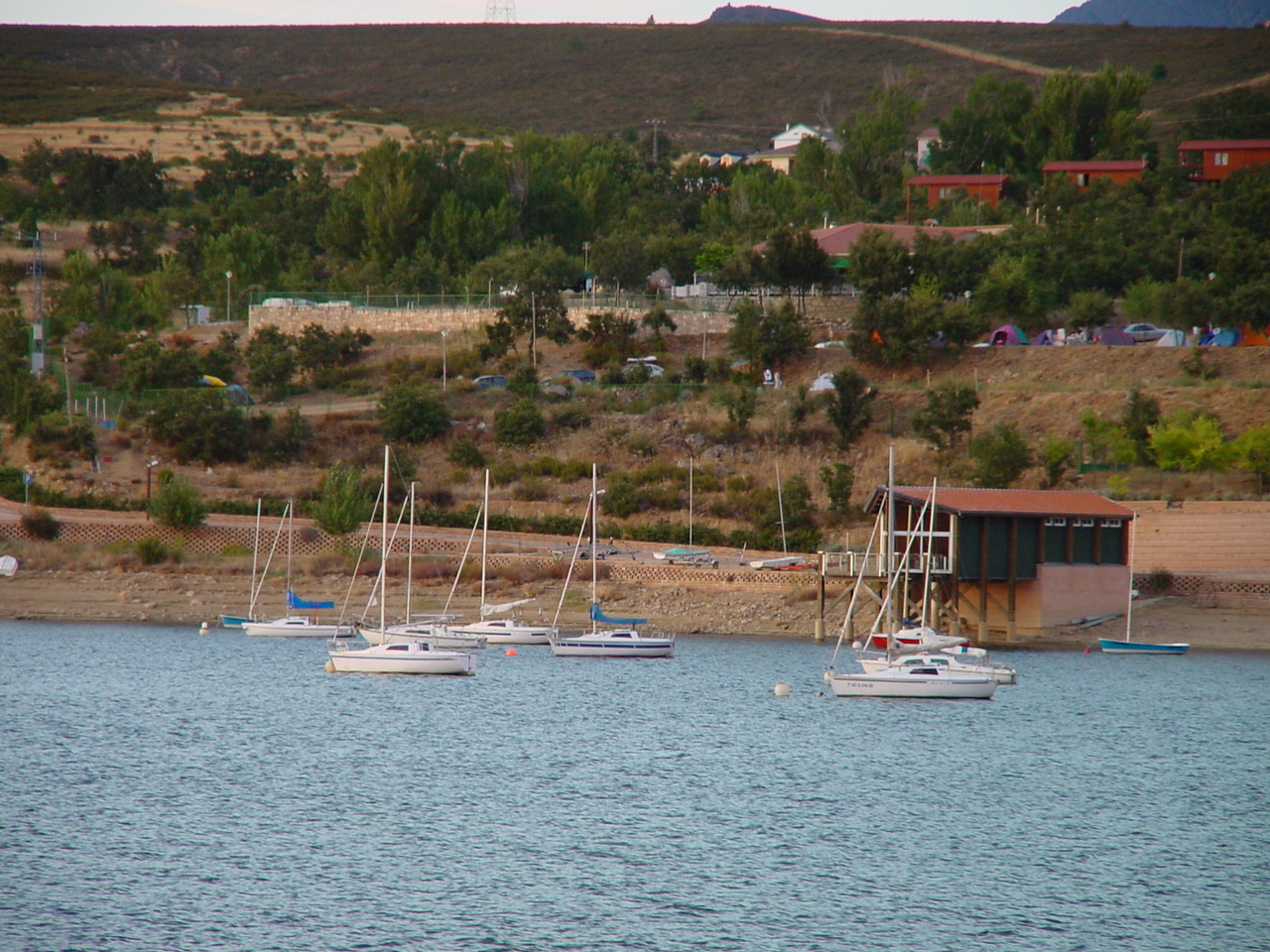
Actividades náuticas en Cervera de Buitrago

Los habitantes del municipio de Cervera de Buitrago siempre han tenido una mayor relación con el río Lozoya que otros pueblos colindantes ya que capturaban el pescado en sus aguas para luego cambiarlo con los habitantes de otros pueblos por otro tipo de alimentos, como tocino, jamón y patatas.
Hasta principios de este siglo, Cervera disponía del mayor viñazgo de toda la zona, que se perdió debido a una epidemia de filoxera. En estos momentos se está investigando para recuperar de nuevo este cultivo. La localidad perdió su perfil de pueblo agrícola, con la construcción del embalse de El Atazar. Desde este momento los habitantes y visitantes de Cervera deben realizar viajes 10 km más largos para llegar a la localidad, puesto que hay que rodear el embalse.
Este hecho supuso un importante cambio en la actividad socioeconómica del municipio, que decidió apostar por el turismo rural, aprovechando el importante recurso turístico que es el embalse del Atazar, y la belleza del entorno. En esta línea Cervera dispone de 20 alojamientos rurales, más otros 10 en construcción, un camping de 2.ª categoría y un albergue municipal, además en su término está instalado un club náutico, desde el que varias empresas de turismo náutico ofrecen sus servicios (cursos de vela, windsurf, piragüismo, etc.)
Además de la infraestructura turística de la que dispone el municipio, existen otros proyectos de futuro que pretenden convertir este pueblo, en un enclave turístico de calidad, así como mejorar la calidad de vida de todos sus habitantes. En este sentido, está en proyecto, en fase de estudio, la construcción de viviendas sociales y de una residencia de ancianos donde poder atender las necesidades de los habitantes más ancianos.

### Evolución de la deuda viva
El concepto de deuda viva contempla sólo las deudas con cajas y bancos relativas a créditos financieros, valores de renta fija y préstamos o créditos transferidos a terceros, excluyéndose, por tanto, la deuda comercial.
Entre los años 2008 a 2014 este ayuntamiento no ha tenido deuda viva.

## Administración
| Periodo   | Nombre               | Partido |
| --------- | -------------------- | ------- |
| 1979-1983 | Matias martin        |         |
| 1983-1987 | Matias martin        |         |
| 1987-1991 | Matias martin        |         |
| 1991-1995 | Matias martin        |         |
| 1995-1999 | Matias martin        |         |
| 1999-2003 | Matias martin        |         |
| 2003-2007 | Matias martin        |         |
| 2007-2011 | Matias martin        |         |
| 2011-2015 | Pedro García García  | PP      |
| 2015-2019 | Isidro Parra Acevedo | PSOE    |